# سید علی بروجردی صدرالاسلام
سیدعلی بروجردی   معروف به صدرالاسلام از سیاستمداران ایرانی بود، که در دوره نخست بعنوان نماینده لرستان در مجلس شورای ملی حضور داشت.